# Bindo
Bindo (Bint in dialetto valsassinese) è una frazione geografica del comune italiano di Cortenova posta a nord del centro abitato verso Taceno e conta circa 220 abitanti. 

## Storia

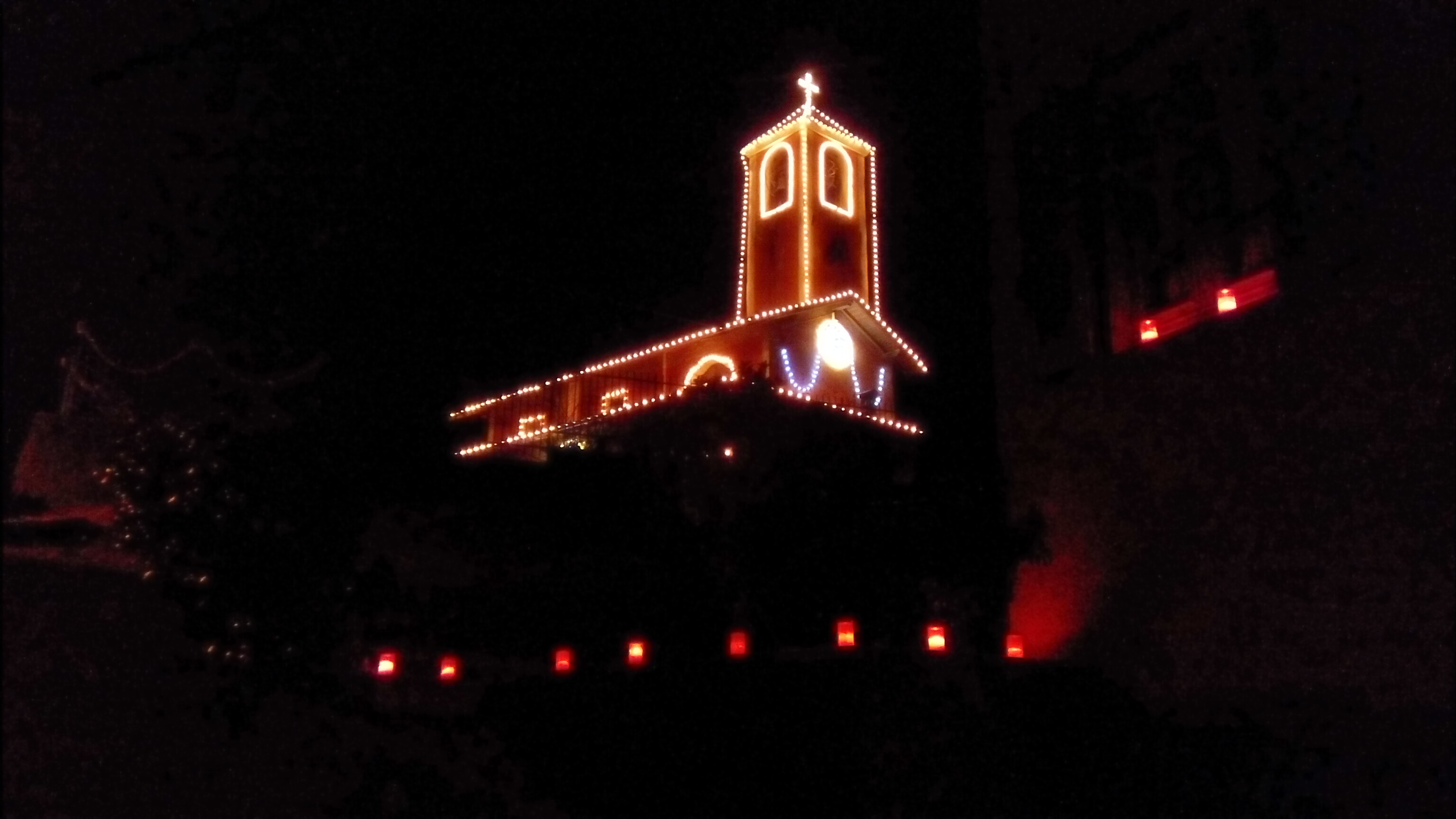
sullo sfondo la chiesa di Bindo con le luminarie, in primo piano i lumini e gli addobbi sulle case per la festa di San Biagio a febbraio.

Bindo fu un antico comune del Milanese.
Collegato già da tempo immemorabile a Cortenova per taluni servizi, nel 1786 entrò per un quinquennio a far parte della Provincia di Como, per poi cambiare continuamente i riferimenti amministrativi nel 1791, nel 1797 e nel 1798.
Portato definitivamente sotto Como nel 1801, alla proclamazione del regno d'Italia napoleonico nel 1805 risultava avere 157 abitanti. Nel 1809 il municipio fu soppresso su risultanza di un regio decreto di Napoleone che lo annesse per la prima volta a Cortenova, ma il comune di Bindo fu tuttavia ripristinato con il ritorno degli austriaci. Nel 1853 risultò essere popolato da 223 anime, scese a 190 nel 1871. Nel 1921 si registrarono solo 186 residenti, segno del progressivo spopolamento della montagna: fu quindi il regime fascista a decidere nel 1927 di sopprimere definitivamente il comune, unendolo nuovamente a Cortenova.

## Monumenti e luoghi d'interesse
- Chiesa di Bindo